# Heinrich Gelzer
Heinrich Gelzer, född 1 juli 1847 i Berlin, död 11 juli 1906 i Jena, var en tysk historiker.
Gelzer blev 1873 e.o. professor i Heidelberg och 1878 ordinarie professor i klassisk filologi och gamla tidens historia i Jena. Han företog flera studieresor till bland annat Mindre Asien, Grekland och Athosklostren. 
Bland Gelzers många för den bysantinska forskningen värdefulla skrifter märks Sextus Julius Africanus und die byzantinische Chronographie (två band, 1880-98), Die Genesis der byzantinischen Themenverfassung (1899), Der Patriarchat von Achrida (1902), Pergamon unter Byzantinern und Osmanen (1903) samt Abriß der byzantinischen Kaisergeschichte (i Karl Krumbachers "Geschichte der byzantinischen Literatur", andra upplagan 1897). 
Gelzer utgav därjämte flera bysantinska författares arbeten, ledde sedan 1897 utgivningen av samlingsverket "Scriptores sacri et profani" samt publicerade dessutom ett par serier reseminnen från sina forskningsfärder i Orienten. Han gjorde sig även bemärkt som tysk patriotisk politiker.
Heinrich Gelzer var son till historikern Johann Heinrich Gelzer.